# الوبی گرانده
الوبی گرانده (انگلیسی: Elobey Grande) یا الوبی بزرگ جزیره‌ای در گینه استوایی است که در دهانه رودخانه میتمله قرار دارد. این جزیره کم‌سکنه است. الوبی چیکو یک جزیره کوچکتر در آن نزدیکی است که اکنون خالی از سکنه است اما زمانی پایتخت استعماری ریو مونی بوده‌است. این جزایر در خلیج گینه واقع شده‌اند.